# Shirley Strickland
Shirley Barbara Strickland (Northam, 18 juli 1925 – Perth, 11 februari 2004) was een Australische atlete. Ze blonk uit in de sprint en het hordelopen. In haar sportieve carrière won ze in totaal zeven olympische medailles. Ook verbeterde ze vele wereldrecords, waarvan driemaal op de 4 x 100 m estafette en eenmaal op de 100 m. Ze was de eerste Australische atlete die ooit een gouden olympische medaille won.

## Biografie
In 1948 werd Strickland nationaal kampioene op de 90 yd horden. Hierdoor mocht ze deelnemen aan de Olympische Spelen van 1948 in Londen. Op de 100 m en 80 m horden, welke disciplines beide werden gewonnen door de Nederlandse Fanny Blankers-Koen, won ze een bronzen medaille. Ze werd op de 4 x 100 m estafette met haar team tweede achter Nederland, met daarin opnieuw Fanny Blankers-Koen, wat goed was voor een zilveren medaille. Als er toen al fotofinish-apparatuur had bestaan, had ze waarschijnlijk zelfs een vierde medaille veroverd. Op de 200 m werd Shirley Strickland officieel als vierde geklasseerd, maar velen waren ervan overtuigd dat ze als derde was geëindigd.
Nadat Strickland drie gouden medailles op de Gemenebestspelen had gewonnen, gingen haar prestaties op de Olympische Spelen ook vooruit. Bij de Olympische Spelen van 1952 in Helsinki won ze zelfs de 80 m horden in een wereldrecord van 10,9 s. Op de 100 m won ze, net als vier jaar eerder in Londen, de bronzen medaille.
In 1955 zette Strickland een wereldrecord weg op de 100 m: 11,3. Bij de Olympische Spelen van 1956 in Melbourne won ze opnieuw goud op de 80 m horden, evenals op de 4 x 100 m estafette als lid van het Australische team.
Shirley Strickland, die was afgestudeerd aan de Universiteit van West-Australië, werd na afloop van haar atletiekcarrière lerares wis- en natuurkunde. Later werd zij atletiekcoach.
In 2014 werd ze opgenomen in de IAAF Hall of Fame.

## Titels
- Olympisch kampioene 80 m horden - 1952, 1956
- Olympisch kampioene 4 x 100 m horden - 1956
- Universitair kampioene 100 m - 1955
- Universitair kampioene 80 m horden - 1955
- Australisch kampioen 90 yd horden - 1948
- Australisch kampioene 80 m horden - 1950, 1952
- Australisch kampioene 440 yd - 1950, 1952, 1956
- Australisch kampioene 4 x 110 yd - 1960, 1962

## Persoonlijke records
| Onderdeel    | Prestatie      | Jaar |
| ------------ | -------------- | ---- |
| 75 yd        | 8,2 s          | 1954 |
| 100 yd       | 10,6 s         | 1956 |
| 100 m        | 11,3 s (ex-WR) | 1955 |
| 220 yd       | 24,3 s         | 1952 |
| 440 yd       | 56,9 s         | 1956 |
| 880 yd       | 2.32,4 s       | 1953 |
| 80 m horden  | 10,7 s         | 1956 |
| 90 yd horden | 11,6 s         | 1948 |
| hoogspringen | 1,48 m         | 1951 |
| discuswerpen | 26,00 m        | 1947 |

## Palmares

### 100 yd
- 1948:  Australische kamp. - 11,0 s
- 1950:  Australische kamp. - 10,9 s
- 1950:  Gemenebestspelen - 11,0 s
- 1952:  Australische kamp.
- 1956:  Australische kamp. - 11,0 s

### 220 yd
- 1948:  Australische kamp. - 25,0 s
- 1950:  Australische kamp. - 25,0 s
- 1950:  Gemenebestspelen - 24,5 s
- 1956: 5e Australische kamp.

### 100 m
- 1948:  OS - 12,2 s
- 1952:  OS - 11,9 s
- 1955:  Universiade - 11,3 s

### 200 m
- 1948: 4e OS - 25,2 s
- 1955:  Universiade - 24,5 s

### 80 m horden
- 1948:  OS - 11,4 s
- 1950:  Australische kamp. - 11,7 s
- 1950:  Gemenebestspelen - 11,6 s
- 1952:  Australische kamp. - 11,2 s
- 1952:  OS - 10,9 s (WR)
- 1954: DNF Australische kamp. (in serie 12,3 s)
- 1955:  Universiade - 11,1 s
- 1956: DQ Australische kamp. (in serie 12,0 s)
- 1956:  OS - 10,7 s
- 1960: 5e Australische kamp. - 11,7 s

### 90 yd horden
- 1948:  Australische kamp. - 11,6 s

### 440 yd horden
- 1950:  Australische kamp. - 57,4 s
- 1952:  Australische kamp. - 59,4 s
- 1956:  Australische kamp. - 60,0 s

### 4 x 100 m
- 1948:  OS - 47,6 s
- 1952: 5e OS - 46,6 s
- 1956:  OS - 44,5 s (WR)

### 4 x 110 yd
- 1948:  Australische kamp.
- 1950:  Australische kamp.
- 1954:  Australische kamp. - 47,0 s
- 1960:  Australische kamp. - 46,6 s
- 1962:  Australische kamp. - 47,0 s

## Onderscheidingen
- IAAF Hall of Fame - 2014

1932: Babe Didrikson ·
1936: Ondina Valla ·
1948: Fanny Blankers-Koen ·
1952: Shirley Strickland-de la Hunty ·
1956: Shirley Strickland-de la Hunty ·
1960: Irina Press ·
1964: Karin Balzer ·
1968: Maureen Caird
1928: Rosenfeld, Smith, Bell, Cook ·
1932: Carew, Furtsch, Rogers, Von Bremen ·
1936: Bland, Rogers, Robinson, Stephens ·
1948: Stad-de Jong, Witziers-Timmer, van der Kade-Koudijs, Blankers-Koen ·
1952: Faggs, Jones, Moreau, Hardy ·
1956: Strickland, Croker, Mellor, Cuthbert ·
1960: Hudson, Williams, Jones, Rudolph ·
1964: Ciepły, Kirszenstein, Górecka, Kłobukowska ·
1968: Ferrell, Bailes, Netter, Tyus ·
1972: Krause, Mickler-Becker, Richter, Rosendahl ·
1976: Oelsner, Stecher, Bodendorf, Eckert ·
1980: Müller, Wöckel, Auerswald, Göhr ·
1984: Brown, Bolden, Cheeseborough, Ashford ·
1988: Brown, Echols, Griffith-Joyner, Ashford ·
1992: Ashford, Jones, Guidry, Torrence ·
1996: Devers, Miller, Gaines, Torrence ·
2000: Fynes, Sturrup, Davis, Ferguson ·
2004: Lawrence, Simpson, Bailey, Campbell ·
2008: Borlée, Mariën, Ouédraogo, Gevaert ·
2012: Madison, Felix, Knight, Jeter ·
2016: Madison, Felix, Gardner, Bowie ·
2020: Williams, Thompson-Herah, Fraser-Pryce, Jackson ·
2024: Jefferson, Terry, Thomas, Richardson
- Australian Women's Register: IMP0186b
- Gemeinsame Normdatei: 128786566
- World Athletics: 14430504
- International Standard Name Identifier: 0000 0000 6323 9482
- Trove: 641921
- Virtual International Authority File: 60144684
- WorldCat: E39PBJtRJdcpkRQvyJRHPFvyh3